# Tchan Čeng
Tchan Čeng (čínsky pchin-jinem Tán Zhèng, znaky zjednodušené 谭政, tradiční 譚政; 14. června 1906 – 6. listopadu 1988) byl čínský komunistický vojevůdce, od roku 1927 se na komunistické straně účastnil bojů čínské občanské války, po vzniku Čínské lidové republiky sloužil ve středojižní velké oblasti jako komisař vojenského okruhu, člen administrativního výboru a zástupce tajemníka byra ÚV KS Číny. Od roku 1954 zastával vysoké funkce na ministerstvu obrany: náměstek ministra a zástupce náčelníka a náčelník politické správy Čínské lidové osvobozenecké armády, od roku 1956 byl i tajemníkem sekretariátu ÚV KS Číny. Roku 1960 se dostal do konfliktu s ministrem obrany Lin Piaoem a ztratil vedoucí funkce na ministerstvu i v sekretariátu. Koncem roku 1965 byl přeložen na místo zástupce guvernéra provincie Fu-ťien. Během kulturní revoluce byl vězněn. Roku 1975 byl propuštěn a v letech 1978–1983 působil v právním výboru stálého výboru Všečínského shromáždění lidových zástupců.

## Život
Tchan Čeng se narodil v roku 1906 v okrese Siang-siang na východě provincie Chu-nan, jeho otec byl učitelem. Také Tchan Čeng se stal učitelem, roku 1927 vstoupil do kuomintangské Národní revoluční armády, po rozkolu mezi Kuomintangem a Komunistickou stranou Číny se přidal na stranu komunistů, vstoupil do komunistické strany a v řadách jejích vojsk se na podzim 1927 účastnil povstání podzimní sklizně. Po porážce povstání byl ve vojsku, které pod vedením Mao Ce-tunga a Ču Teho ustoupilo do hor Ťiang-kang. Roku 1928 nějakou dobu pomáhal Maovi jako jeho osobní sekretář, poté – v letech 1928–1934 sloužil jako komisař různých oddílů čínské Rudé armády, naposled jako komisař divize v 1. sboru (velitel Lin Piao) a účastnil se bojů Rudé armády v centrální sovětské oblasti v Ťiang-si.
V řadách 1. sboru se účastnil Dlouhého pochodu, po jeho dokončení a příchodu rudých vojsk na severozápad do pohraniční oblasti Šen-si-Kan-su-Ning-sia studoval na Protijaponské vojenské akademii, poté sloužil v politickém oddělení Rudé armády, resp. ústřední vojenské komise, v letech 1938–1945 byl zástupcem vedoucího politického oddělení 8. pochodové armády a zástupcem komisaře vojenské oblasti Šen-si-Kan-su-Ning-sia.
Na VII. sjezdu KS Číny byl zvolen kandidátem ústředního výboru. Poté byl přeložen do Mandžuska, kde se podílel na organizaci tamních komunistických vojsk (Spojené demokratické armády), v nichž byl zástupcem vedoucího a pak vedoucím politického oddělení. Po reorganizaci vojsk v Mandžuska na Severovýchodní polní armádu zůstal náčelníkem jejího politického oddělení, s přejmenováním armády na 4. polní armádu a její přesun do střední Číny zůstal náčelníkem politického oddělení a zástupcem komisaře armády, podílel se na dobytí Wuchanu, a provincií Chu-nan a Chu-pej a Kuang-tung.
Po skončení bojů a reorganizaci 4. polní armády v Středojižní vojenský okruh zůstal ve Wu-chanu jako 3. politický komisař okruhu a armády (1949–1952) a politický komisař okruhu a armády (1952–1954), se zřízením středojižní velké administrativní oblasti byl jmenován členem jejího vojensko-administrativního výboru (1949–1953), resp. administrativního výboru (1953–1954) a zástupcem tajemníka středojižního byra ÚV KS Číny (1951–1954).
Roku 1954 byl přeložen do Pekingu. Byl zvolen členem stálého výboru Všečínského shromáždění lidových zástupců (1954–1959) a jmenován náměstkem ministra obrany a prvním zástupcem náčelníka Hlavní politické správy Čínské lidové osvobozenecké armády. V letech 1955–1956 byl také jedním ze zástupců tajemníka ústřední kontrolní komise KS Číny. Při zavedení vojenských hodností roku 1955 byl jmenován jedním z deseti armádních generálů Čínské lidové osvobozenecké armády. Na VIII. sjezdu KS Číny byl zvolen členem ústředního výboru a tajemníkem sekretariátu ÚV. V listopadu 1956 byl s několika dalšími generály přijat mezi členy ústřední vojenské komise KS Číny a v prosinci 1956 převzal funkci náčelníka Hlavní politické správy Čínské lidové osvobozenecké armády a tajemníka kontrolní a disciplinární komise při ústřední vojenské komisi. Při reorganizaci ústřední vojenské komise roku 1959 se stal členem jejího stálého výboru.
Roku 1960 se dostal do konfliktu s ministrem obrany Lin Piaoem ohledně způsobu a postupů politické kontroly armády, v lednu 1961 byl proto odvolán z vedení politické správy a ústřední vojenské komise, odvoláno bylo i několik členů vedení politické správy, jako členů „Tchan Čenovy protistranické kliky“. Zůstal zástupcem náčelníka politické správy, v dubnu 1962 byl odvolán ze sekretariátu ÚV a ztratil i funkci náměstka ministra obrany. Nakonec byl v listopadu 1965 poslán do provincie Fu-ťien jako zástupce guvernéra.
Během kulturní revoluce byl obviněn z protistranické činnosti a devět let vězněn. Roku 1975 byl propuštěn a stal se poradcem ústřední vojenské komise. Roku 1978 byl zvolen poslancem Všečínského shromáždění lidových zástupců a členem jeho stálého výboru (do 1983), pracoval v právním výboru. Roku 1980 byl oficiálně rehabilitován.
Zemřel v Pekingu 6. listopadu 1988.